# Rabitə Bakı Voleybol Klubu 2013-2014
Questa voce raccoglie le informazioni riguardanti il Rabitə Bakı Voleybol Klubu nella stagione 2013-2014.

## Organigramma societario
Area direttiva
- Presidente: ?

Area tecnica
- Allenatore: Angelo Frigoni (fino a novembre), Eldar Yusubov (da novembre)
- Assistente allenatore: Parviz Samadov, Kamil Söz

## Rosa
| N° | Nome                 | Ruolo | Data di nascita   | Nazionalità sportiva |
| -- | -------------------- | ----- | ----------------- | -------------------- |
| 1  | Katarzyna Skowrońska | S     | 30 giugno 1983    | Polonia              |
| 3  | Katarzyna Skorupa    | P     | 16 settembre 1984 | Polonia              |
| 4  | Rachel Rourke        | O     | 1º ottobre 1988   | Australia            |
| 5  | Nataša Krsmanović    | C     | 19 giugno 1985    | Serbia               |
| 6  | TeTori Dixon         | C     | 4 agosto 1992     | Stati Uniti          |
| 7  | Kayla Banwarth       | L     | 21 gennaio 1989   | Stati Uniti          |
| 8  | Áurea Cruz           | S     | 10 gennaio 1982   | Porto Rico           |
| 9  | Brenda Castillo      | L     | 5 giugno 1992     | Rep. Dominicana      |
| 10 | Gina Mancuso         | S     | 31 maggio 1991    | Stati Uniti          |
| 11 | Brittnee Cooper      | C     | 26 febbraio 1988  | Stati Uniti          |
| 12 | Cursty Jackson       | C     | 11 settembre 1990 | Stati Uniti          |
| 13 | Nootsara Tomkom      | P     | 7 luglio 1985     | Thailandia           |
| 15 | Sanja Starović       | O     | 25 marzo 1983     | Serbia               |
| 16 | Foluke Akinradewo    | C     | 5 ottobre 1987    | Stati Uniti          |
| 17 | Dóra Horváth         | S     | 4 marzo 1988      | Ungheria             |

## Mercato
| Acquisti | Acquisti             | Acquisti         | Acquisti   |
| R.       | Nome                 | da               | Modalità   |
| -------- | -------------------- | ---------------- | ---------- |
| S        | Katarzyna Skowrońska | Guangdong Hengda | definitivo |
| O        | Rachel Rourke        | Atom Trefl Sopot | definitivo |
| L        | Kayla Banwarth       | Stati Uniti      | definitivo |
| C        | Brittnee Cooper      | UGSÉ Nantes      | definitivo |
| C        | Cursty Jackson       | Quimper          | definitivo |
| P        | Nootsara Tomkom      | PEA              | definitivo |
| S        | Dóra Horváth         | Ufimočka         | definitivo |
| S        | Gina Mancuso         | Leonas de Ponce  | definitivo |
| C        | TeTori Dixon         | Minnesota        | definitivo |

| Cessioni | Cessioni            | Cessioni      | Cessioni   |
| R.       | Nome                | a             | Modalità   |
| -------- | ------------------- | ------------- | ---------- |
| S        | Dobriana Rabadžieva | Galatasaray   | definitivo |
| S        | Angelina Grün       | -             | ritirata   |
| O        | Madelaynne Montaño  | Galatasaray   | definitivo |
| L        | Oleksandra Fomina   | Mougins       | definitivo |
| C        | Mira Golubović      | Volero Zurigo | definitivo |
| P        | Iryna Žukova        | -             | ritirata   |

## Statistiche

### Statistiche di squadra
| Competizione     | Punti | In casa | In casa | In casa | In trasferta | In trasferta | In trasferta | Totale | Totale | Totale |
| Competizione     | Punti | G       | V       | P       | G            | V            | P            | G      | V      | P      |
| ---------------- | ----- | ------- | ------- | ------- | ------------ | ------------ | ------------ | ------ | ------ | ------ |
| Superliqa        | 38    | 11      | 10      | 1       | 9            | 8            | 1            | 20     | 18     | 2      |
| Champions League | 16    | 5       | 4       | 1       | 3            | 3            | 0            | 8      | 7      | 1      |
| Totale           | -     | 16      | 14      | 2       | 12           | 11           | 1            | 28     | 25     | 3      |

G = partite giocate; V = partite vinte; P = partite perse

### Statistiche dei giocatori
| Giocatrice    | Champions League | Champions League | Champions League | Champions League | Champions League |
| Giocatrice    | P                | PT               | AV               | MV               | BV               |
| ------------- | ---------------- | ---------------- | ---------------- | ---------------- | ---------------- |
| F. Akinradewo | -                | -                | -                | -                | -                |
| K. Banwarth   | 5                | 0                | 0                | 0                | 0                |
| B. Castillo   | 8                | 2                | 2                | 0                | 0                |
| B. Cooper     | 3                | 20               | 11               | 9                | 0                |
| Á. Cruz       | 8                | 100              | 75               | 6                | 19               |
| T. Dixon      | 2                | 15               | 8                | 5                | 2                |
| D. Horváth    | 5                | 7                | 6                | 1                | 0                |
| C. Jackson    | 5                | 31               | 21               | 8                | 2                |
| N. Krsmanović | 8                | 59               | 41               | 12               | 6                |
| G. Mancuso    | -                | -                | -                | -                | -                |
| R. Rourke     | 6                | 99               | 77               | 15               | 7                |
| K. Skorupa    | 7                | 16               | 7                | 6                | 3                |
| K. Skowrońska | 8                | 117              | 98               | 9                | 10               |
| S. Starović   | 6                | 23               | 20               | 1                | 2                |
| N. Tomkom     | 8                | 8                | 2                | 3                | 3                |

P = presenze; PT = punti totali; AV = attacchi vincenti; MV = muri vincenti; BV = battute vincenti

NB: Non sono disponibili i dati relativi alla Superliqa e totali